# Alex Fiorio

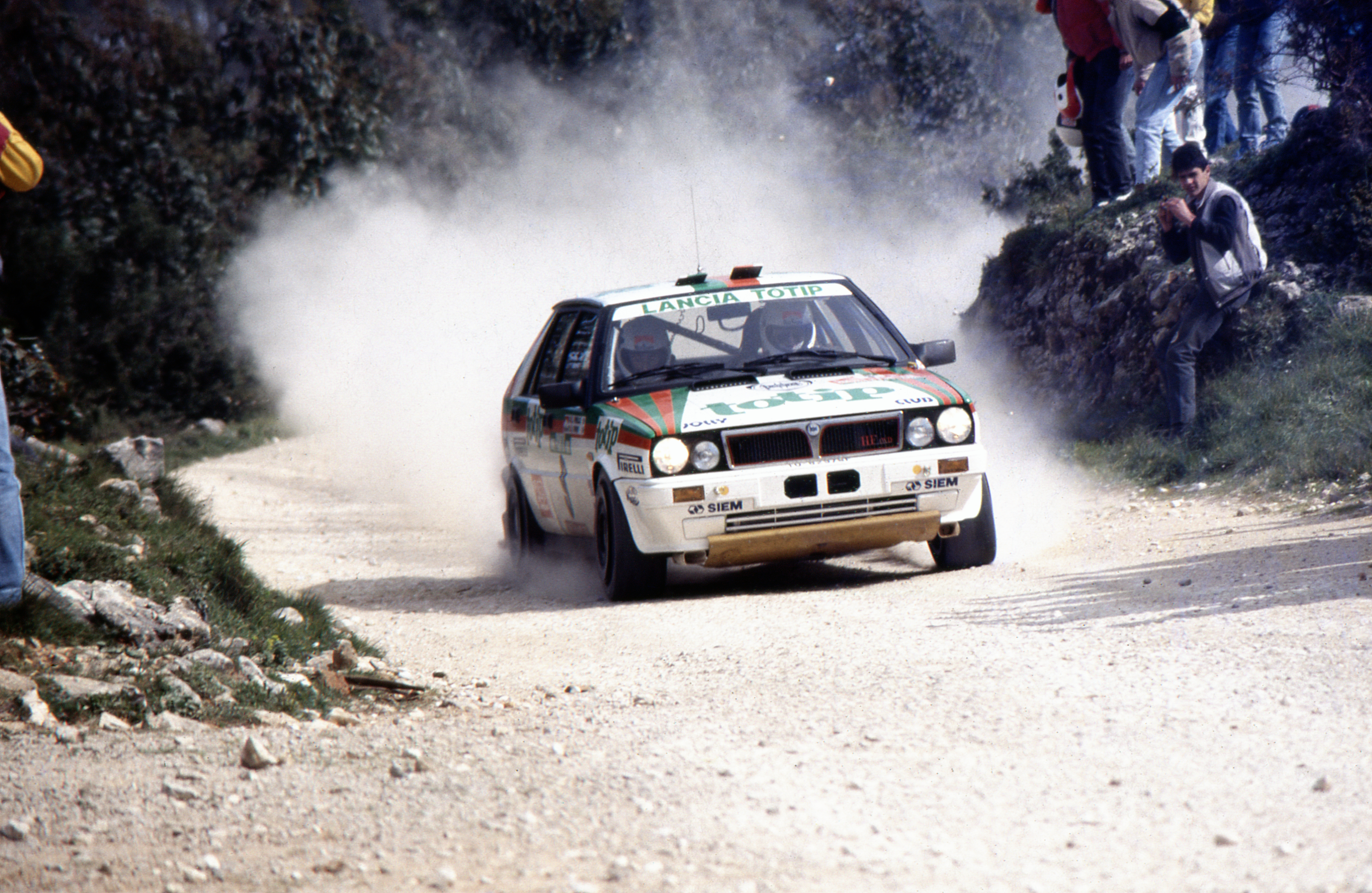
Alessandro Fiorio podczas Rajdu Portugalii 1988 zajął 2. miejsce

Alessandro "Alex" Fiorio (ur. 10 marca 1965) – włoski kierowca rajdowy. Wielokrotny uczestnik serii rajdów o Mistrzostwo Świata. Był także mistrzem świata w kategorii Production Cars i wicemistrzem świata w 1989 roku.
W 1986 roku Fiorio zadebiutował w Rajdowych Mistrzostwach Świata. Pilotowany przez Luigiego Pirolla i jadący Fiatem Uno Turbo nie ukończył wówczas Rajdu Monte Carlo z powodu wypadku. W rodzimym Rajdzie San Remo zajął 7. pozycję i był bliski zdobycia pierwszych punktów do klasyfikacji generalnej MŚ w karierze, jednak ostatecznie FIA anulowała wyniki rajdu. W 1987 roku Włoch został członkiem teamu Jolly Club i za kierownicą Lancii Delty HF 4WD wziął udział w 6 rajdach. W ramach grupy N wygrał Rajd Portugalii, Rajd Stanów Zjednoczonych i Rajd Finlandii, dzięki czemu wygrał tę klasyfikację (obecnie jest to Production Car WRC). Z kolei w Rajdzie San Remo był siódmy, dzięki czemu zdobył pierwsze punkty w MŚ. W sezonie 1988 pięciokrotnie stawał na podium: w Rajdzie Monte Carlo (2.), Rajdzie Portugalii (2.), Rajdzie Grecji (3.), Rajdzie Stanów Zjednoczonych (2.) i Rajdzie San Remo (2.). W klasyfikacji generalnej WRC zajął 3. pozycję za innymi kierowcami Lancii, Mikim Biasionem oraz Markku Alénem.
Sezon 1989 Fiorio rozpoczął od wypadku w Rajdzie Monte Carlo, gdy przy prędkości 145 km/h wypadł z trasy zabijając dwóch widzów (szwedzkiego rajdowca Larsa-Erika Torpha i jego pilota Bertila-Runego Rehnfeldta) i trzech raniąc. Kierowca i pilot Pirollo nie odnieśli obrażeń. W Rajdzie Argentyny i San Remo Fiorio był drugi, a w Rajdzie Grecji i Portugalii - trzeci. Wywalczył tym samym wicemistrzostwo świata, przegrywając jedynie z rodakiem Biasionem.
W 1990 roku Fiorio startował zarówno Lancią Deltą Integrale, jak i został członkiem teamu Q8 Team Ford, w którym jeździł samochodem Ford Sierra RS Cosworth 4x4. W Rajdzie Australii był trzeci i zaliczył swoje ostatnie podium w karierze. W 1991 roku także startował Fordem, a w latach 1992–1993 ponownie jeździł Lancią. Od 1996 do 1999 roku nie startował w Mistrzostwach Świata i kolejny rajd w nich zaliczył w 2000 roku. W latach 2001–2002 startował Mitsubishi Lancerem Evo 6 i Evo 7 w serii Production Cars. Zajął w niej odpowiednio 6. i 5. miejsce.
Swój debiut rajdowy Fiorio zaliczył w 1985 roku w wieku 20 lat. Startował również w rajdach Mistrzostw Europy oraz Mistrzostw Włoch. W 2001 roku wywalczył mistrzostwo kraju w grupie N. Wygrywał także rodzime Szutrowe Mistrzostwa Włoch w 2003 roku. W obu tych seriach był też wicemistrzem (odpowiednio w 2003 i 2005 roku).

## Występy w mistrzostwach świata
| Sezon | Zespół                                 | Samochód                                               | 1      | 2       | 3          | 4          | 5             | 6         | 7             | 8               | 9         | 10              | 11      | 12                       | 13              | 14              | 15 | 16 | Punkty | Miejsce |
| ----- | -------------------------------------- | ------------------------------------------------------ | ------ | ------- | ---------- | ---------- | ------------- | --------- | ------------- | --------------- | --------- | --------------- | ------- | ------------------------ | --------------- | --------------- | -- | -- | ------ | ------- |
| 1986  | Jolly Club                             | Fiat Uno Turbo                                         | MCO NU | SWE     | POR NU     | KEN        | FRA NU        | GRE NU    | NZL           | ARG             | FIN       | CIV             | ITA 7   | GBR                      | USA             |                 |    |    | 0      | -       |
| 1987  | Jolly Club                             | Lancia Delta HF 4WD                                    | MCO 16 | SWE 20  | POR 13     | KEN        | FRA           | GRE 20    | USA 11        | NZL             | ARG       | FIN 12          | CIV     | ITA 7                    | GBR             |                 |    |    | 4      | 46.     |
| 1988  | Jolly Club                             | Lancia Delta HF 4WD                                    | MCO 2  | SWE 11  | POR 2      | KEN        | FRA           | GRE 3     | USA 2         | NZL             | ARG       | FIN 7           | CIV     | ITA 2                    | GBR             |                 |    |    | 76     | 3.      |
| 1989  | Jolly Club                             | Lancia Delta Integrale                                 | SWE    | MCO NU  | POR 3      | KEN 10     | FRA           | GRE 3     | NZL           | ARG 2           | FIN       | AUS 4           | ITA 2   | CIV                      | GBR             |                 |    |    | 65     | 2.      |
| 1990  | Jolly Club/Martini Lancia Q8 Team Ford | Lancia Delta Integrale 16V Ford Sierra RS Cosworth 4x4 | MCO    | POR     | KEN NU     | FRA        | GRE 5         | NZL       | ARG           | FIN NU          | AUS 3     | ITA 8           | CIV     | GBR 9                    |                 |                 |    |    | 25     | 9.      |
| 1991  | Q8 Team Ford                           | Ford Sierra RS Cosworth 4x4                            | 10     | Szwecja | NU         | Kenia      | Francja       | NU        | Nowa Zelandia | Argentyna       | Finlandia | Australia       | 9       | Wybrzeże Kości Słoniowej | Hiszpania       | Wielka Brytania |    |    | 3      | 54.     |
| 1992  | Astra                                  | Lancia Delta HF Integrale                              | Monako | Szwecja | Portugalia | Kenia      | Francja       | 7         | Nowa Zelandia | 4               | Finlandia | Australia       | 5       | Wybrzeże Kości Słoniowej | 4               | Wielka Brytania |    |    | 32     | 9.      |
| 1993  | Astra                                  | Lancia Delta HF Integrale                              | Monako | Szwecja | 6          | Kenia      | Francja       | 7         | Argentyna     | Nowa Zelandia   | Finlandia | Australia       | NU      | 5                        | Wielka Brytania |                 |    |    | 18     | 16.     |
| 1994  | Alex Fiorio                            | Ford Escort RS Cosworth Lancia Delta Integrale 16V     | Monako | NU      | Kenia      | Francja    | 4             | Argentyna | Nowa Zelandia | Finlandia       | Włochy    | Wielka Brytania |         |                          |                 |                 |    |    | 10     | 15.     |
| 1995  | R.A.S. Ford                            | Ford Escort RS Cosworth                                | Monako | Szwecja | 8          | Francja    | Nowa Zelandia | Australia | Hiszpania     | Wielka Brytania |           |                 |         |                          |                 |                 |    |    | 3      | 21.     |
| 2000  | Ralliart Italia                        | Mitsubishi Carisma GT Evo 6                            | Monako | Szwecja | Kenia      | Portugalia | Hiszpania     | Argentyna | Grecja        | Nowa Zelandia   | Finlandia | Cypr            | Francja | 23                       | Australia       | Wielka Brytania |    |    | 0      | -       |
| 2001  | Ralliart Italia                        | Mitsubishi Lancer Evo 6                                | Monako | Szwecja | Portugalia | Hiszpania  | Argentyna     | Cypr      | Grecja        | Kenia           | Finlandia | Nowa Zelandia   | 17      | Francja                  | Australia       | Wielka Brytania |    |    | 0      | -       |
| 2002  | Ralliart Italia                        | Mitsubishi Lancer Evo 7                                | Monako | 27      | Francja    | Hiszpania  | NU            | Argentyna | Grecja        | NU              | 18        | Niemcy          | Włochy  | 20                       | 17              | Wielka Brytania |    |    | 0      | -       |